# Josephine de Leuchtenberg
Joséphine de Leuchtenberg (14 martie 1807 – 7 iunie 1876) a fost regină a Suediei și Norvegiei ca soție a regelui Oscar I al Suediei și Norvegiei. A fost cunoscută ca regina Josefina.

## Tinerețea

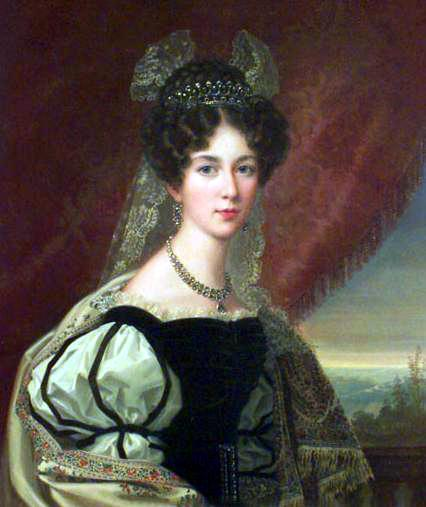
Prințesa Moștenitoare Joséphine a Suediei și Norvegiei.

Născută la Milano, Italia, a fost fiica lui Eugène de Beauharnais, primul Duce de Leuchtenberg și a soției lui Prințesa Augusta de Bavaria. La naștere a primit titlul de Prințesă de Bologna iar mai târziu Ducesă de Galliera.
Prințesa Joséphine s-a căsătorit prin procură cu Oscar I la Palatul Leuchtenberg din München la 22 mai 1823 și în persoană la 19 iunie la Stockholm. Prin mama sa, Joséphine, era descendentă a lui Gustav I al Suediei și al lui Carol al IX-lea al Suediei.
La șase zile după sosirea în Suedia, al patrulea nume al ei, Napoléonne, a fost șters din cauza faptului că Suedia luptase împotriva lui Bonaparte într-un război recent și amintirea numelui Napoleon nu stârnea amintiri plăcute suedezilor.
Joséphine era interesată de grădinărit, pictură și s-a implicat în acțiuni de caritate și reforme în Suedia. Interesul față de artă era activ; a susținut-o puternic în carieră pe pictorița Sofia Adlersparre, a încercat să facă același lucru cu sculptorița Helena Sophia Isberg și de asemenea, a încurajat talentul artistic al propriei fiice, Prințesa Eugenie, care a devenit un talentat artist amator. S-a implicat în câteva proiecte sociale. La sosirea în Suedia a devenit prietenă cu Prințesa Sophia Albertine a Suediei care a inițiat-o în această muncă.
În 1824, prinții moștenitori au vizitat Norvegia și au stat la Oslo, în încercarea de face monarhia mai populară.
Deși Joséphine era o catolică devotată, a fost de acord să-și crească copiii în luteranism. A adus un preot catolic și regulat participa la slujbe și se spovedea în capela ei catolică. Oscar și Josephine au avut cinci copii, dintre care doi au devenit regi ai Suediei și Norvegiei.

## Arbore genealogic
| Josephine de Leuchtenberg Naștere: 14 martie 1807 Deces: 7 iunie 1876 |                              |                            |
| Regalitatea suedeză                                                   |                              |                            |
| Predecesor: Désirée Clary                                             | Regină a Suediei 1844–1859   | Succesor: Louise a Olandei |
| Regalitate norvegiană                                                 |                              |                            |
| Predecesor: Désirée Clary                                             | Regină a Norvegiei 1844–1859 | Succesor: Louise a Olandei |